# San Miguel de Tucumán
San Miguel de Tucumán, nota anche come Tucumán, è il capoluogo della provincia di Tucumán, situata nel nord-ovest dell'Argentina. È la quinta città più grande del paese dopo Buenos Aires, Córdoba, Rosario e Mar del Plata. Tucumán è il principale centro economico del nord-ovest argentino ed è situato al centro di un'area agricola che produce grandi quantità di canna da zucchero, riso, tabacco e frutta, dando alla provincia il soprannome di El Jardín de la Republica ("Il Giardino della Repubblica").
Il suo nome è legato alla dichiarazione d'indipendenza dell'Argentina dall'Impero spagnolo, qui proclamata da un apposito congresso il 9 luglio 1816.

## Geografia
San Miguel de Tucumán è situata sulla sponda sinistra del fiume Salí, in una pianura alle pendici orientali della catena montuosa della Sierra del Aconquija, una delle propaggini settentrionali delle Sierras Pampeanas. La città è situata a 1193 km a nord-ovest della capitale nazionale Buenos Aires.

### Area Metropolitana
L'intera area metropolitana, denominata Gran San Miguel de Tucumán o semplicemente Gran Tucumán, si estende su cinque dipartimenti (Capital, Yerba Buena, Tafí Viejo, Cruz Alta e Lules) e conta circa 800 000 abitanti.

## Storia
Fu fondata nel 1565 dallo spagnolo Diego de Villarroel, proveniente dal Perù, nei pressi dell'odierna cittadina di Monteros. I continui attacchi dei nativi e lo spostamento più ad oriente del cammino commerciale per le Ande convinsero le autorità coloniali nel 1685 a trasferire una cinquantina di km più a nord-est la città.
Il 24 settembre 1812, durante la guerra d'indipendenza argentina, l'Esercito del Nord guidato da Manuel Belgrano sconfisse quello realiste spagnole in una battaglia combattutasi alle porte della città che si rivelerà cruciale per l'esito del conflitto.
Il 9 luglio 1816 un congresso riunito a Tucumán dichiarò l'indipendenza dalla Spagna, che non la riconobbe ufficialmente prima del 1862. La sede del congresso, la Casa de Tucumán (nota anche come Casita histórica de Tucumán o Casa de la Independencia) è stata ricostruita negli anni quaranta e dichiarata Monumento Nazionale.
Nel 1876 la città fu raggiunta dalla ferrovia proveniente da Córdoba. Sul finire del XIX secolo la città fu interessata da una grande ondata migratoria, composta prevalentemente da spagnoli, italiani, mediorientali ed ebrei. In questo periodo i monumenti e gli edifici di epoca coloniale furono demoliti e rimpiazzati da nuovi fabbircati in stile neoclassico ed eclettico. Da centro agricolo Tucumán si trasformò in un importante centro industriale legato principalmente alla lavorazione dello zucchero.

## Monumenti e luoghi d'interesse

### Architetture civili
- Casa di Tucumán, è l'edificio all'interno del quale si riunì nel 1816 l'assemblea legislativa e costituente passata alla storia come congresso di Tucumán, formato dai delegati delle Province Unite del Río de la Plata. All'interno di questa casa, il 9 luglio 1816, fu proclamata dai partecipanti al congresso l'indipendenza delle Province Unite dall'Impero spagnolo.
- Casa del Governo, costruita tra il 1908 ed il 1910 in stile Art Nouveau, presenta una particolare fusione di elementi barocchi francesi e italiani.
- Palazzo delle Poste

### Architetture religiose
- Cattedrale di Nostra Signora dell'Incarnazione, costruita nel 1685, fu ricostruita in forme neoclassiche nel XIX secolo.
- Chiesa e convento di San Francesco
- Chiesa di San Domenico
- Chiesa di Nostra Signora della Mercede

## Società

### Religione
La città è sede dell'arcidiocesi di Tucumán, istituita il 15 febbraio 1897.

## Cultura

### Istruzione

#### Musei
- Museo della Casa Storica dell'Indipendenza
- Museo Storico Provinciale "Presidente Nicolás Avellaneda"
- Museo del Palazzo del Governo, nel cui ingresso riposano i resti di Juan Bautista Alberdi.
- Museo Casa Padilla
- Museo Folcloristico Provinciale "General Manuel Belgrano"
- Museo Provinciale di Belle Arti "Timoteo Navarro"
- Museo Municipale "Juan Carlos Iramain"
- Museo di Scienze Naturali - Fondazione Miguel Lillo
- Museo Casa Belgraniana
- Museo dell'Università Nazionale di Tucumán
- Museo "Elmina Paz de Gallo"
- Museo dell'Industria Saccarifera - Casa Quinta Obispo Colombres

#### Università
La città è sede di due università pubbliche, l'Università Nazionale di Tucumán, fondata nel 1914 e l'Università tecnologica Nazionale, e di un ateneo privato, l'Università del Nord San Tommaso d'Aquino.

### Stampa
La Gaceta è il principale quotidiano della città e dell'intero nord-ovest argentino. È stato fondato nel 1912.

## Cultura di massa
Da decenni, San Miguel de Tucumán è uno dei principali centri culturali del paese. Due grandi teatri (San Martín e Alberdi), e numerosi altri più piccoli e indipendenti, offrono una grande varietà di eventi, fra cui spettacoli teatrali, concerti, opera e balletti, durante tutto l'anno. Il Septiembre Musical è di gran lunga l'evento culturale più importante dell'anno. Questo festival musicale, che generalmente si svolge nella Plaza Independencia, riunisce numerosi artisti locali e nazionali che si esibiscono nei più diversi generi musicali, spaziando dalla musica folk al rock.
La zona di San Miguel de Tucumán è il punto di arrivo del racconto Dagli Appennini alle Ande nel libro Cuore di Edmondo De Amicis.

## Infrastrutture e trasporti

### Strade
San Miguel de Tucumán è uno dei principali snodi stradali del nord-ovest argentino. La principale via d'accesso alla città è la strada nazionale 9 che unisce Buenos Aires alla frontiera boliviana. Da Tucumán originano anche la strada nazionale 38 per Catamarca, La Rioja e Córdoba, la strada nazionale 157 per il sud-est di Catamarca e diverse strade province.

### Aeroporti
Tucumán e la sua provincia sono servite dall'Aeroporto Internazionale Benjamín Matienzo, posto a 12 km ad est dalla città. Lo scalo tucumano è connesso con voli diretti con gli aeroporti interni di Buenos Aires, Córdoba e con quelli esteri di Santiago del Cile, Lima e Florianópolis.

### Ferrovie
San Miguel de Tucumán è il capolinea della ferrovia Mitre, che dopo aver attraversato le province di Santa Fe e Santiago del Estero termina alla stazione Retiro di Buenos Aires. La città è unita alla capitale, e alle città poste lungo la linea, tra le quali spicca Rosario, da due corse settimanali.

### Autobus
La città è servita da numerose linee di autobus, urbane ed extraurbane, che la collegano alle città confinanti come Yerba Buena, El Manantial, Tafi Viejo, Las Talitas, Banda del Rio Salí e Alderetes.
San Miguel de Tucumán vanta uno dei più grandi terminal di autobus in Argentina. Aperto nel 1994, si estende su un'area di 30 000 m², è il punto in cui arrivano e partono centinaia di autobus da e verso le principali destinazioni, in ogni zona del paese.

## Sport

### Calcio
Le due principali società calcistiche attive in città sono il Atlético Tucumán e il San Martín de Tucumán. Le due squadre, divise da un'antica rivalità sportiva, danno vita al clásico tucumano, considerata la stracittadina più importante del nord dell'Argentina.

## Amministrazione

### Gemellaggi
San Miguel de Tucumán è gemellata con:
- Nazareth Illit, dal 1995
- Santa Cruz de la Sierra, dal 1997
- Sucre, dal 2012
- Erfurt, dal 2012
- Concepción (Cile), dal 2013
- Leverkusen
- Wuppertal
- Annaba
- Klagenfurt
- Tarija
- Granby (Québec)
- Windsor (Ontario)
- Pasto (Colombia)
- Xuzhou
- Des Moines
- New Orleans
- Saint-Étienne
- Patrasso
- Győr
- Floridia
- Toamasina
- Katowice
- Oeiras
- Coventry
- Alba Iulia
- Kikinda
- Borlänge
- Ben Arous
- Černivci
- Luhans'k